# Ononis pseudocintrana
Ononis pseudocintrana är en ärtväxtart som beskrevs av Gábor Gabriel Andreánszky. Ononis pseudocintrana ingår i släktet puktörnen, och familjen ärtväxter. Inga underarter finns listade i Catalogue of Life.